# Henoticus mycetoecus
Henoticus mycetoecus là một loài bọ cánh cứng trong họ Cryptophagidae. Loài này được Park miêu tả khoa học năm 1929.